# ميلوش كوماتينا
ميلوش كوماتينا مواليد 15 سبتمبر 1984 في سراييفو، جمهورية يوغوسلافيا الاشتراكية الاتحادية، هو لاعب كرة سلة مونتينيغري. بدأ مسيرته الاحترافية في سنة 2003. يلعب مع تيميشوارا في الدوري الروماني لكرة السلة. يحمل الرقم 9.

## المسيرة الاحترافية
لعب مع نادي موغرن في سنة 2008، ثم لعب مع نادي إيجوكيا لكرة السلة في موسم 2009–2010، ثم لعب مع نادي بودوشنوست لكرة السلة في موسم 2013–2014.

## روابط خارجية
- ميلوش كوماتينا على موقع الدوري الأوروبي لكرة السلة (الإنجليزية)
- ميلوش كوماتينا على موقع كرة السلة الأوروبية.كوم (الإنجليزية)
- ميلوش كوماتينا على موقع ريلجم (الإنجليزية)
- ميلوش كوماتينا على موقع بروبوليرز (الإنجليزية)
- ميلوش كوماتينا على موقع سبورتس رفرنس (الإنجليزية)